# Seven Wishes
Seven Wishes —ocasionalmente nombrado 7 Wishes, traducido al español como Siete deseos— es el tercer álbum de estudio de la banda estadounidense de hard rock Night Ranger  y fue publicado en formato de disco de vinilo, casete y disco compacto en 1985 por MCA Records.

## Grabación y publicación
Este material discográfico fue grabado en 1985 y producido por Pat Glasser. El lanzamiento de este disco se realizó a nivel mundial en el mes de mayo de 1985 por la discográfica MCA Records. De este álbum se lanzaron tres sencillos: «Sentimental Street», «Four in the Morning (I Can't Take Anymore)» y «Goodbye».

## Recepción
En los E.U.A. Seven Wishes alcanzó un gran reconocimiento, pues se posicionó en el décimo lugar del Billboard 200 en 1985,  convirtiéndose en la producción musical de Night Ranger que más alto se coloca en dicho listado.  Además, obtuvo la certificación de platino por la Asociación de la Industria Grabada de Estados Unidos —por sus siglas en inglés: RIAA—.
Aunque no recibió la misma popularidad que en EE. UU., Seven Wishes si entró en las listas de éxitos en Canadá, ubicándose en el puesto 43.º de los 100 álbumes más populares de la revista RPM Magazine el 20 y 27 de julio de 1985.

## Crítica
Doug Stone de Allmusic mencionó en su reseña a este disco notas de la letra de algunos temas de Seven Wishes, así como una descripción personal acerca del álbum.  Stone calificó a Seven Wishes con una puntuación de cuatro estrellas de cinco posibles.

## Lista de canciones
| Cara A |                                              |                                        |          |  |
| N.º    | Título                                       | Escritor(es)                           | Duración |  |
| 1.     | «Seven Wishes»                               | Jack Blades                            | 4:54     |  |
| 2.     | «Faces»                                      | Blades / Kelly Keagy / Alan Fitzgerald | 4:12     |  |
| 3.     | «Four in the Morning (I Can't Take Anymore)» | Jack Blades                            | 3:54     |  |
| 4.     | «I Need a Woman»                             | Jack Blades                            | 4:40     |  |
| 5.     | «Sentimental Street»                         | Jack Blades                            | 4:14     |  |

| Cara B |                          |                         |          |  |
| N.º    | Título                   | Escritor(es)            | Duración |  |
| 6.     | «This Boy Needs to Rock» | Blades / Brad Gillis    | 4:00     |  |
| 7.     | «I Will Follow You»      | Blades / Fitzgerald     | 4:16     |  |
| 8.     | «Interstate Love Affair» | Jack Blades             | 3:16     |  |
| 9.     | «Night Machine»          | Blades / Keagy / Gillis | 4:34     |  |
| 10.    | «Goodbye»                | Blades / Jeff Watson    | 4:22     |  |
| 38:56  |                          |                         |          |  |

## Créditos

### Night Ranger
- Jack Blades — voz principal y bajo
- Kelly Keagy — voz principal y batería
- Brad Gillis — guitarra
- Jeff Watson — guitarra
- Alan Fitzgerald — teclados, sintetizadores, piano y coros

### Músicos invitados
- Vince Neil — coros (en la canción «Night Machine»)
- Tommy Lee — coros (en la canción «Night Machine»)
- David Sykes — coros (en la canción «Night Machine»)
- Fishdog — coros (en la canción «Night Machine»)

### Personal de producción
- Pat Glasser — productor
- John VanNest — productor asociado e ingeniero de sonido
- Duane Aslaksen — ingeniero asistente
- Steve Krause — ingeniero asistente
- David Luke — ingeniero asistente
- Brian Gardner — masterización
- Andrew Thompson — remasterización (en las reediciones)
- Jeff Adamoff — director de arte
- Stan Watts — ilustraciones
- Jim Shea — fotografía
- Alan Robinson — notas

## Certificaciones
| País           | Asociación                                | Certificación | Copias vendidas |
| -------------- | ----------------------------------------- | ------------- | --------------- |
| Estados Unidos | Recording Industry Association of America | Platino       | 1 000 000       |

## Posicionamiento en las listas
| Año  | País           | Lista                       | Posición máxima |
| ---- | -------------- | --------------------------- | --------------- |
| 1985 | Canadá         | RPM Magazine Top 100 Albums | 43.º            |
| 1985 | Estados Unidos | Billboard 200               | 10.º            |